# Hypaedalea neglecta
Hypaedalea neglecta là một loài bướm đêm thuộc họ Sphingidae. Nó được tìm thấy ở Cameroon to Uganda.
Chiều dài cánh trước khoảng 27 mm. 